# Lista dos campeões mundiais de boxe dos meios-médios
Essa é uma lista cronológica dos campeões mundiais no boxe na categoria dos meios-médios, iniciada a partir de 1888, quando Paddy Duffy derrotou Billy McMillan e passou a reivindicar o título de primeiro campeão dos meios-médios da era moderna do boxe. 
As organizações de boxe foram introduzidas em 1910, com a criação da União Internacional de Boxe (UIB), mais tarde rebatizada de União Européia de Boxe (UEB). Esta entidade organizou lutas entre 1913 e 1963.
Mais tarde surgiram outras organizações, dentre as quais a Associação Nacional de Boxe (ANB), fundada em 1921, mas que depois passou a se chamar Associação Mundial de Boxe (AMB).
Finalmente, no início da década de 60, houve uma crise no mundo do boxe, que resultou na extinção ou na fusão de diversas entidades até então existentes.
Atualmente, existem quatro entidades em vigor no mundo do boxe:
- Associação Mundial de Boxe (AMB), fundada em 1921, quando ainda se chamava Associação Nacional de Boxe (ANB).
- Conselho Mundial de Boxe (CMB), criado em 1963.
- Federação Internacional de Boxe (FIB), criado em 1983.
- Organização Mundial de Boxe (OMB), fundada em 1988.

## 1888 - 1962
| Conquista do título | Perda do título         | Campeão                | Campeão                  | Reconhecimento | Manutenção do cinturão número de defesas |
| --- | ----------------------- | ---------------------- | ------------------------ | -------------- | ---------------------------------------- |
| 30 de outubro de 1888 | 19 de julho de 1890     | Paddy Duffy            | Estados Unidos           | Universal      | 1                                        |
| Duffy faleceu de tuberculose em 19 de julho de 1890. |                         |                        |                          |                |                                          |
| 14 de dezembro de 1892 | 26 de julho de 1894     | Mysterious Billy Smith | Canadá                   | Universal      | 1                                        |
| 26 de julho de 1894 | 1898                    | Tommy Ryan             | Estados Unidos           | Universal      | 2                                        |
| Ryan preferiu perseguir o título dos pesos-médios, deixando seu título dos meios-médios vago. |                         |                        |                          |                |                                          |
| 25 de agosto de 1898 | 17 de abril de 1900     | Mysterious Billy Smith | Canadá                   | Universal      | 4                                        |
| 17 de abril de 1900 | 5 de junho de 1900      | Matty Matthews         | Estados Unidos           | Universal      | 0                                        |
| 5 de junho de 1900 | 13 de agosto de 1900    | Eddie Connolly         | Canadá                   | Universal      | 0                                        |
| 13 de agosto de 1900 | 16 de outubro de 1900   | James Rube Ferns       | Estados Unidos           | Universal      | 1                                        |
| 16 de outubro de 1900 | 24 de maio de 1901      | Matty Matthews         | Estados Unidos           | Universal      | 1                                        |
| 24 de maio de 1901 | 18 de dezembro de 1901  | James Rube Ferns       | Estados Unidos           | Universal      | 2                                        |
| 18 de dezembro de 1901 | 16 de outubro de 1906   | Joe Walcott            | Reino Unido              | Universal      | 8                                        |
| 16 de outubro de 1906 | 23 de abril de 1907     | Honey Mellody          | Estados Unidos           | Universal      | 2                                        |
| 23 de abril de 1907 | 1908                    | Mike Twin Sullivan     | Estados Unidos           | Universal      | 2                                        |
| Sullivan oficializou sua renúncia ao título em outubro de 1908, após a qual uma série de boxeadores reinvindicaram para si o título de campeão mundial tais como Frank Mantell, Harry Lewis, Jack Britton, Jimmy Clabby, Ray Bronson, entre tantos outros. |                         |                        |                          |                |                                          |
| 1º de janeiro de 1914 | 24 de janeiro de 1914   | Waldemar Holberg       | Dinamarca                | Universal      | 0                                        |
| 24 de janeiro de 1914 | 21 de março de 1914     | Tom McCormick          | Irlanda                  | Universal      | 0                                        |
| 21 de março de 1914 | 1º de junho de 1915     | Matt Wells             | Reino Unido              | Universal      | 0                                        |
| 1º de junho de 1915 | 22 de junho de 1915     | Mike Glover            | Estados Unidos           | Universal      | 0                                        |
| 22 de junho de 1915 | 31 de agosto de 1915    | Jack Britton           | Estados Unidos           | Universal      | 0                                        |
| 31 de agosto de 1915 | 24 de abril de 1916     | Ted Kid Lewis          | Reino Unido              | Universal      | 6                                        |
| 24 de abril de 1916 | 25 de junho de 1917     | Jack Britton           | Estados Unidos           | Universal      | 5                                        |
| 25 de junho de 1917 | 17 de março de 1919     | Ted Kid Lewis          | Reino Unido              | Universal      | 7                                        |
| 17 de março de 1919 | 1º de novembro de 1922  | Jack Britton           | Estados Unidos           | Universal      | 13                                       |
| 1º de novembro de 1922 | 20 de maio de 1926      | Mickey Walker          | Estados Unidos           | Universal      | 7                                        |
| 20 de maio de 1926 | 3 de jumho de 1927      | Pete Latzo             | Estados Unidos           | Universal      | 1                                        |
| 3 de junho de 1927 | 25 de julho de 1929     | Joe Dundee             | Estados Unidos           | Universal      | 1                                        |
| 25 de julho de 1929 | 9 de maio de 1930       | Jack Fields            | Estados Unidos           | Universal      | 0                                        |
| 9 de maio de 1930 | 5 de setembro de 1930   | Young Jack Thompson    | Estados Unidos           | Universal      | 0                                        |
| 5 de setembro de 1930 | 14 de abril de 1931     | Tommy Freeman          | Estados Unidos           | Universal      | 0                                        |
| 14 de abril de 1931 | 23 de outubro de 1931   | Young Jack Thompson    | Estados Unidos           | Universal      | 0                                        |
| 23 de outubro de 1931 | 28 de janeiro de 1932   | Lou Brouillard         | Canadá                   | Universal      | 0                                        |
| 28 de janeiro de 1932 | 22 de fevereiro de 1933 | Jack Fields            | Estados Unidos           | Universal      | 0                                        |
| 22 de fevereiro de 1933 | 29 de maio de 1933      | Young Corbett III      | Itália                   | Universal      | 0                                        |
| 29 de maio de 1933 | 28 de maio de 1934      | Jimmy McLarnin         | Canadá                   | Universal      | 0                                        |
| 28 de maio de 1934 | 17 de setembro de 1934  | Barney Ross            | Estados Unidos           | Universal      | 0                                        |
| 17 de setembro de 1934 | 28 de maio de 1935      | Jimmy McLarnin         | Canadá                   | Universal      | 0                                        |
| 28 de maio de 1935 | 31 de maio de 1938      | Barney Ross            | Estados Unidos           | Universal      | 1                                        |
| 31 de maio de 1938 | 4 de outubro de 1940    | Henry Armstrong        | Estados Unidos           | Universal      | 18                                       |
| 4 de outubro de 1940 | 29 de julho de 1941     | Fritzie Zivic          | Estados Unidos           | Universal      | 1                                        |
| 29 de julho de 1941 | 1º de fevereiro de 1946 | Freddie Cochrane       | Estados Unidos           | Universal      | 0                                        |
| 1º de fevereiro de 1946 | ..1946                  | Marty Servo            | Estados Unidos           | Universal      | 0                                        |
| Sevo deixou seu título vago em 1946. |                         |                        |                          |                |                                          |
| 20 de dezembro de 1946 | 9 de agosto de 1950     | Sugar Ray Robinson     | Estados Unidos           | Universal      | 5                                        |
| Robinson prefiriu perseguir o título dos pesos-médios. |                         |                        |                          |                |                                          |
| 14 março de 1951 | 18 de maio de 1951      | Johnny Bratton         | Estados Unidos           | Universal      | 0                                        |
| 18 de maio de 1951 | 20 de outubro de 1954   | Kid Gavilan            | Cuba                     | Universal      | 7                                        |
| 20 de outubro de 1954 | 1º de abril de 1955     | Johnny Saxton          | Estados Unidos           | Universal      | 0                                        |
| 1º de abril de 1955 | 10 de junho de 1955     | Tony DeMarco           | Estados Unidos           | Universal      | 0                                        |
| 10 de junho de 1955 | 14 de março de 1956     | Carmen Basilio         | Estados Unidos           | Universal      | 7                                        |
| 14 de março de 1956 | 12 de setembro de 1956  | Johnny Saxton          | Estados Unidos           | Universal      | 0                                        |
| 12 de setembro de 1956 | 22 de fevereiro de 1957 | Carmen Basilio         | Estados Unidos           | Universal      | 1                                        |
| Basilio prefiriu perseguir o título dos pesos-médios. |                         |                        |                          |                |                                          |
| 6 de junho de 1958 | 5 de dezembro de 1958   | Virgil Akins           | Estados Unidos           | Universal      | 0                                        |
| 5 de dezembro de 1958 | 27 de maio de 1960      | Don Jordan             | Estados Unidos           | Universal      | 2                                        |
| 27 de maio de 1960 | 1º de abril de 1961     | Benny Paret            | Cuba                     | Universal      | 1                                        |
| 1º de abril de 1961 | 30 de setembro de 1961  | Emile Griffith         | Ilhas Virgens Americanas | Universal      | 1                                        |
| 30 de setembro de 1961 | 24 de março de 1962     | Benny Paret            | Cuba                     | Universal      | 0                                        |
| 24 de março de 1962 | 21 de março de 1963     | Emile Griffith         | Ilhas Virgens Americanas | Universal      | 2                                        |

## Associação Mundial de Boxe
| Conquista do título                                                                                         | Perda do título        | Campeão               | Campeão                  | Reconhecimento        | Manutenção do cinturão número de defesas |
| --- | ---------------------- | --------------------- | ------------------------ | --------------------- | ---------------------------------------- |
| 8 de dezembro de 1962                                                                                       | 21 de março de 1963    | Emile Griffith        | Ilhas Virgens Americanas | AMB                   | 0                                        |
| 21 de março de 1963                                                                                         | 8 de junho de 1963     | Luis Manuel Rodriguez | Cuba                     | AMB                   | 0                                        |
| 8 de junho de 1963                                                                                          | 10 de dezembro de 1965 | Emile Griffith        | Ilhas Virgens Americanas | AMB                   | 4                                        |
| Griffith prefiriu perseguir o título dos pesos-médios.                                                      |                        |                       |                          |                       |                                          |
| 28 de novembro de 1966                                                                                      | 18 de abril de 1969    | Curtis Cokes          | Estados Unidos           | AMB                   | 5                                        |
| 18 de abril de 1969                                                                                         | 3 de dezembro de 1970  | José Nápoles          | Cuba                     | AMB                   | 3                                        |
| 3 de dezembro de 1970                                                                                       | 4 de junho de 1971     | Billy Backus          | Estados Unidos           | AMB                   | 0                                        |
| 4 de junho de 1971                                                                                          | ..1975                 | José Nápoles          | Cuba                     | AMB                   | 9                                        |
| Nápoles teve seu título da AMB retirado em 1975.                                                            |                        |                       |                          |                       |                                          |
| 28 de junho de 1975                                                                                         | 17 de julho de 1976    | Ángel Espada          | Porto Rico               | AMB                   | 1                                        |
| 17 de julho de 1976                                                                                         | 2 de agosto de 1980    | Pipino Cuevas         | México                   | AMB                   | 11                                       |
| 2 de agosto de 1980                                                                                         | 16 de setembro de 1981 | Thomas Hearns         | Estados Unidos           | AMB                   | 3                                        |
| 16 de setembro de 1981                                                                                      | 9 de novembro de 1982  | Sugar Ray Leonard     | Estados Unidos           | AMB                   | 1                                        |
| Leonard precisou fazer um operação na vista em 9 de novembro de 1982; seu título da AMB foi declarado vago. |                        |                       |                          |                       |                                          |
| 13 de fevereiro de 1983                                                                                     | 27 de setembro de 1986 | Donald Curry          | Estados Unidos           | AMB                   | 6                                        |
| 27 de setembro de 1986                                                                                      | 27 de setembro de 1986 | Lloyd Honeyghan       | Reino Unido              | AMB                   | 0                                        |
| Honeyghan abdicou seu título da AMB imediatamente, em uma forma de protesto contra o Apartheid.             |                        |                       |                          |                       |                                          |
| 6 de fevereiro de 1987                                                                                      | 22 de agosto de 1987   | Mark Breland          | Estados Unidos           | AMB                   | 0                                        |
| 22 de agosto de 1987                                                                                        | 29 de julho de 1988    | Marlon Starling       | Estados Unidos           | AMB                   | 2                                        |
| 29 de agosto de 1988                                                                                        | 12 de dezembro de 1988 | Tomas Molinares       | Colômbia                 | AMB                   | 0                                        |
| Molinares deixou seu título da AMB vago em 1988.                                                            |                        |                       |                          |                       |                                          |
| 4 de fevereiro de 1989                                                                                      | 8 de julho de 1990     | Mark Breland          | Estados Unidos           | AMB                   | 4                                        |
| 8 de julho de 1990                                                                                          | 19 de janeiro de 1991  | Aaron Davis           | Estados Unidos           | AMB                   | 0                                        |
| 19 de janeiro de 1991                                                                                       | 31 de outubro de 1992  | Meldrick Taylor       | Estados Unidos           | AMB                   | 2                                        |
| 31 de outubro de 1992                                                                                       | 4 de junho de 1994     | Crisanto España       | Venezuela                | AMB                   | 2                                        |
| 4 de junho de 1994                                                                                          | 17 de outubro de 1997  | Ike Quartey           | Gana                     | AMB                   | 7                                        |
| Quartey deixou seu título da AMB vago em 1997.                                                              |                        |                       |                          |                       |                                          |
| 10 de outubro de 1998                                                                                       | ..2000                 | James Page            | Estados Unidos           | AMB                   | 3                                        |
| Page teve seu título da AMB retirado em 2000.                                                               |                        |                       |                          |                       |                                          |
| 17 de fevereiro de 2001                                                                                     | 30 de março de 2002    | Andrew Lewis          | Guiana                   | AMB                   | 2                                        |
| 30 de março de 2002                                                                                         | 25 de janeiro de 2003  | Ricardo Mayorga       | Nicarágua                | AMB                   | 0                                        |
| 25 de janeiro de 2003                                                                                       | 13 de dezembro de 2003 | Ricardo Mayorga       | Nicarágua                | AMB (Super-Campeão)   | 2                                        |
| Mayorga foi promovido, em 13 de dezembro de 2003, à condição de Super-Campeão.                              |                        |                       |                          |                       |                                          |
| 13 de setembro de 2003                                                                                      | 2 de abril de 2005     | Jose Antonio Rivera   | Estados Unidos           | AMB (Campeão Regular) | 0                                        |
| 13 de dezembro de 2003                                                                                      | 5 de fevereiro de 2005 | Cory Spinks           | Estados Unidos           | AMB (Super-Campeão)   | 2                                        |
| 5 de fevereiro de 2005                                                                                      | 7 de janeiro de 2006   | Zab Judah             | Estados Unidos           | AMB (Super-Campeão)   | 1                                        |
| Judah teve seu título da AMB retirado em 2006.                                                              |                        |                       |                          |                       |                                          |
| 2 de abril de 2005                                                                                          | 13 de maio de 2006     | Luis Collazo          | Estados Unidos           | AMB (Campeão Regular) | 1                                        |
| 13 de maio de 2006                                                                                          | 31 de agosto de 2006   | Ricky Hatton          | Reino Unido              | AMB                   | 0                                        |
| Hatton deixou seu título da AMB vago em 2006.                                                               |                        |                       |                          |                       |                                          |
| 2 de dezembro de 2006                                                                                       | 26 de julho de 2008    | Miguel Cotto          | Porto Rico               | AMB                   | 4                                        |
| 26 de julho de 2008                                                                                         | 3 de outubro de 2008   | Antonio Margarito     | México                   | AMB                   | 0                                        |
| 3 de outubro de 2008                                                                                        | 24 de janeiro de 2009  | Antonio Margarito     | México                   | AMB (Super-Campeão)   | 0                                        |
| Margarito foi promovido, em 3 de outubro de 2008, à condição de Super-Campeão.                              |                        |                       |                          |                       |                                          |
| 3 de outubro de 2008                                                                                        | 10 de abril de 2009    | Yuriy Nuzhnenko       | Ucrânia                  | AMB (Campeão Regular) | 1                                        |
| 24 de janeiro de 2009                                                                                       | 22 de maio de 2010     | Shane Mosley          | Estados Unidos           | AMB (Super-Campeão)   | 0                                        |
| Mosley teve seu título da AMB retirado em 2010.                                                             |                        |                       |                          |                       |                                          |
| 10 de abril de 2009                                                                                         | Presente               | Vyacheslav Senchenko  | Ucrânia                  | AMB (Campeão Regular) | 2                                        |

## Conselho Mundial de Boxe
| Conquista do título                                                                                         | Perda do título        | Campeão                | Campeão                  | Reconhecimento | Manutenção do cinturão número de defesas |
| --- | ---------------------- | ---------------------- | ------------------------ | -------------- | ---------------------------------------- |
| 8 de dezembro de 1962                                                                                       | 21 de março de 1963    | Emile Griffith         | Ilhas Virgens Americanas | CMB            | 0                                        |
| 21 de março de 1963                                                                                         | 8 de junho de 1963     | Luis Manuel Rodriguez  | Cuba                     | CMB            | 0                                        |
| 8 de junho de 1963                                                                                          | 10 de dezembro de 1965 | Emile Griffith         | Ilhas Virgens Americanas | CMB            | 4                                        |
| Griffith prefiriu perseguir o título dos pesos-médios.                                                      |                        |                        |                          |                |                                          |
| 28 de novembro de 1966                                                                                      | 18 de abril de 1969    | Curtis Cokes           | Estados Unidos           | CMB            | 5                                        |
| 18 de abril de 1969                                                                                         | 3 de dezembro de 1970  | José Nápoles           | Cuba                     | CMB            | 3                                        |
| 3 de dezembro de 1970                                                                                       | 4 de junho de 1971     | Billy Backus           | Estados Unidos           | CMB            | 0                                        |
| 4 de junho de 1971                                                                                          | 6 de dezembro de 1975  | José Nápoles           | Cuba                     | CMB            | 10                                       |
| 6 de dezembro de 1975                                                                                       | 22 de junho de 1976    | John H. Stracey        | Reino Unido              | CMB            | 1                                        |
| 22 de junho de 1976                                                                                         | 14 de janeiro de 1979  | Carlos Palomino        | México                   | CMB            | 7                                        |
| 14 de janeiro de 1979                                                                                       | 30 de novembro de 1979 | Wilfred Benitez        | Porto Rico               | CMB            | 1                                        |
| 30 de novembro de 1979                                                                                      | 20 de junho de 1980    | Sugar Ray Leonard      | Estados Unidos           | CMB            | 1                                        |
| 20 de junho de 1980                                                                                         | 25 de novembro de 1980 | Roberto Durán          | Panamá                   | CMB            | 0                                        |
| 25 de novembro de 1980                                                                                      | 9 de novembro de 1982  | Sugar Ray Leonard      | Estados Unidos           | CMB            | 3                                        |
| Leonard precisou fazer um operação na vista em 9 de novembro de 1982; seu título do CMB foi declarado vago. |                        |                        |                          |                |                                          |
| 13 de agosto de 1983                                                                                        | 6 de dezembro de 1985  | Milton McCrory         | Estados Unidos           | CMB            | 4                                        |
| 6 de dezembro de 1985                                                                                       | 27 de setembro de 1986 | Donald Curry           | Estados Unidos           | CMB            | 0                                        |
| 27 de setembro de 1986                                                                                      | 28 de outubro de 1987  | Lloyd Honeyghan        | Reino Unido              | CMB            | 3                                        |
| 28 de outubro de 1987                                                                                       | 29 de março de 1988    | Jorge Vaca             | México                   | CMB            | 0                                        |
| 29 de março de 1988                                                                                         | 4 de fevereiro de 1989 | Lloyd Honeyghan        | Reino Unido              | CMB            | 1                                        |
| 4 de fevereiro de 1989                                                                                      | 19 de agosto de 1990   | Marlon Starling        | Estados Unidos           | CMB            | 1                                        |
| 19 de agosto de 1990                                                                                        | 18 de março de 1991    | Maurice Blocker        | Estados Unidos           | CMB            | 0                                        |
| 18 de março de 1991                                                                                         | 29 de novembro de 1991 | Simon Brown            | Jamaica                  | CMB            | 0                                        |
| 29 de novembro de 1991                                                                                      | 6 de março de 1993     | James McGirt           | Estados Unidos           | CMB            | 2                                        |
| 6 de março de 1993                                                                                          | 12 de abril de 1997    | Pernell Whitaker       | Estados Unidos           | CMB            | 8                                        |
| 12 de abril de 1997                                                                                         | 18 de setembro de 1999 | Oscar de la Hoya       | Estados Unidos           | CMB            | 7                                        |
| 18 de setembro de 1999                                                                                      | 3 de março de 2000     | Félix Trinidad         | Porto Rico               | CMB            | 0                                        |
| Trinidad abandonou seu título do CMB em 2000; Oscar de la Hoya herdou seu título.                           |                        |                        |                          |                |                                          |
| 4 de março de 2000                                                                                          | 17 de junho de 2000    | Oscar de la Hoya       | Estados Unidos           | CMB            | 0                                        |
| 17 de junho de 2000                                                                                         | 26 de janeiro de 2002  | Shane Mosley           | Estados Unidos           | CMB            | 3                                        |
| 26 de janeiro de 2002                                                                                       | 25 de janeiro de 2003  | Vernon Forrest         | Estados Unidos           | CMB            | 1                                        |
| 25 de janeiro de 2003                                                                                       | 13 de dezembro de 2003 | Ricardo Mayorga        | Nicarágua                | CMB            | 1                                        |
| 13 de dezembro de 2003                                                                                      | 5 de fevereiro de 2005 | Cory Spinks            | Estados Unidos           | CMB            | 2                                        |
| 5 de fevereiro de 2005                                                                                      | 7 de janeiro de 2006   | Zab Judah              | Estados Unidos           | CMB            | 1                                        |
| 7 de janeiro de 2006                                                                                        | 4 de novembro de 2006  | Carlos Manuel Baldomir | Argentina                | CMB            | 1                                        |
| 4 de novembro de 2006                                                                                       | 6 de junho de 2008     | Floyd Mayweather Jr.   | Estados Unidos           | CMB            | 1                                        |
| Mayweather aposentou-se em 2008; seu título do CMB foi declarado vago.                                      |                        |                        |                          |                |                                          |
| 21 de junho de 2008                                                                                         | Presente               | Andre Berto            | Estados Unidos           | CMB            | 4                                        |

## Federação Internacional de Boxe
| Conquista do título                               | Perda do título        | Campeão              | Campeão        | Reconhecimento | Manutenção do cinturão número de defesas |
| ------------------------------------------------- | ---------------------- | -------------------- | -------------- | -------------- | ---------------------------------------- |
| 4 de fevereiro de 1984                            | 27 de setembro de 1986 | Donald Curry         | Estados Unidos | FIB            | 4                                        |
| 27 de setembro de 1986                            | 28 de outubro de 1987  | Lloyd Honeyghan      | Reino Unido    | FIB            | 3                                        |
| Honeyghan teve seu título da FIB retirado em 1987 |                        |                      |                |                |                                          |
| 23 de abril de 1988                               | 18 de março de 1991    | Simon Brown          | Jamaica        | FIB            | 8                                        |
| Brown deixou seu título da FIB vago em 1991.      |                        |                      |                |                |                                          |
| 4 de outubro de 1991                              | 19 de junho de 1993    | Maurice Blocker      | Estados Unidos | FIB            | 1                                        |
| 19 de junho de 1993                               | 3 de março de 2000     | Félix Trinidad       | Porto Rico     | FIB            | 15                                       |
| Trinidad deixou seu título da FIB vago em 2000.   |                        |                      |                |                |                                          |
| 12 de maio de 2001                                | 12 de dezembro de 2001 | Vernon Forrest       | Estados Unidos | FIB            | 1                                        |
| Forrest deixou seu título da FIB vago em 2001.    |                        |                      |                |                |                                          |
| 13 de abril de 2002                               | 22 de março de 2003    | Michele Piccirillo   | Itália         | FIB            | 0                                        |
| 22 de março de 2003                               | 5 de fevereiro de 2005 | Cory Spinks          | Estados Unidos | FIB            | 3                                        |
| 5 de fevereiro de 2005                            | 8 de abril de 2006     | Zab Judah            | Estados Unidos | FIB            | 1                                        |
| 8 de abril de 2006                                | 20 de junho de 2006    | Floyd Mayweather Jr. | Estados Unidos | FIB            | 0                                        |
| Mayweather deixou seu título da FIB vago em 2006. |                        |                      |                |                |                                          |
| 28 de outubro de 2006                             | 12 de abril de 2008    | Kermit Citron        | Porto Rico     | FIB            | 2                                        |
| 12 de abril de 2008                               | 23 de julho de 2008    | Antonio Margarito    | México         | FIB            | 0                                        |
| Margarito deixou seu título da FIB vago em 2008.  |                        |                      |                |                |                                          |
| 2 de agosto de 2008                               | 16 de abril de 2009    | Joshua Clottey       | Gana           | FIB            | 0                                        |
| Clottey deixou seu título da FIB vago em 2009.    |                        |                      |                |                |                                          |
| 1º de agosto de 2009                              | 11 de dezembro de 2009 | Isaac Hlatshwayo     | África do Sul  | FIB            | 0                                        |
| 11 de dezembro de 2009                            | Presente               | Dejan Zavec          | Eslovênia      | FIB            | 2                                        |

## Organização Mundial de Boxe
| Conquista do título                                                                     | Perda do título         | Campeão           | Campeão        | Reconhecimento | Manutenção do cinturão número de defesas |
| --------------------------------------------------------------------------------------- | ----------------------- | ----------------- | -------------- | -------------- | ---------------------------------------- |
| 6 de maio de 1989                                                                       | 15 de dezembro de 1989  | Genaro Léon       | México         | OMB            | 0                                        |
| Léon deixou seu título da OMB vago em 1989.                                             |                         |                   |                |                |                                          |
| 15 de dezembro de 1989                                                                  | 12 de fevereiro de 1993 | Manning Galloway  | México         | OMB            | 7                                        |
| 12 de fevereiro de 1993                                                                 | 16 de outubro de 1993   | Gert Bo Jacobsen  | Dinamarca      | OMB            | 0                                        |
| Jacobsen deixou seu título da OMB vago em 1993.                                         |                         |                   |                |                |                                          |
| 16 de outubro de 1993                                                                   | 13 de abril de 1996     | Eammon Loughran   | Reino Unido    | OMB            | 5                                        |
| 13 de abril de 1996                                                                     | 6 de outubro de 1996    | José Luis López   | México         | OMB            | 1                                        |
| López deixou seu título da OMB vago em 1996.                                            |                         |                   |                |                |                                          |
| 22 de fevereiro de 1997                                                                 | 20 de setembro de 1997  | Michael Loewe     | Romênia        | OMB            | 1                                        |
| Loewe abandonou a carreira por questões de saúde; seu título da OMB foi declarado vago. |                         |                   |                |                |                                          |
| 14 de fevereiro de 1998                                                                 | 6 de maio de 2000       | Ahmed Kotiev      | Rússia         | OMB            | 4                                        |
| 6 de maio de 2000                                                                       | 16 de março de 2002     | Daniel Santos     | Porto Rico     | OMB            | 3                                        |
| Santos deixou seu título da OMB vago em 2002.                                           |                         |                   |                |                |                                          |
| 16 de março de 2002                                                                     | 14 de julho de 2007     | Antonio Margarito | México         | OMB            | 7                                        |
| 14 de julho de 2007                                                                     | 9 de fevereiro de 2008  | Paul Williams     | Estados Unidos | OMB            | 0                                        |
| 2 de fevereiro de 2008                                                                  | 7 de junho de 2008      | Carlos Quintana   | Porto Rico     | OMB            | 0                                        |
| 7 de junho de 2008                                                                      | 12 de novembro de 2008  | Paul Williams     | Estados Unidos | OMB            | 0                                        |
| Williams deixou seu título da OMB vago em 2008.                                         |                         |                   |                |                |                                          |
| 21 de fevereiro de 2009                                                                 | 14 de novembro de 2009  | Miguel Cotto      | Porto Rico     | OMB            | 1                                        |
| 14 de novembro de 2009                                                                  | Presente                | Manny Pacquiao    | Filipinas      | OMB            | 1                                        |